# Sphagnum subserratum
Sphagnum subserratum är en bladmossart som beskrevs av Roivainen 1937. Sphagnum subserratum ingår i släktet vitmossor, och familjen Sphagnaceae. Inga underarter finns listade i Catalogue of Life.